# Réseau maillé

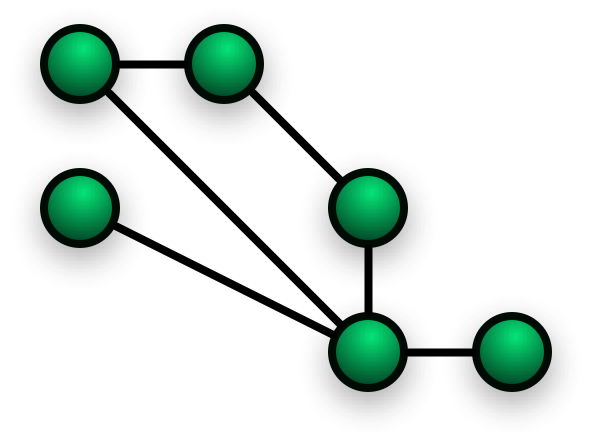
Image montrant la topologie d'un réseau maillé

Le réseau maillé (ou maillage en réseau, en anglais Mesh Topology) est une topologie de réseau (filaire et sans fil) où tous les hôtes sont connectés pair à pair sans hiérarchie centrale, formant ainsi une structure en forme de filet. Par conséquent, chaque nœud doit recevoir, envoyer et relayer les données. Ceci évite d'avoir des points névralgiques qui, s'ils tombent en panne, isolent une partie du réseau. Si un hôte est hors service, les données empruntent une route alternative. Un réseau en maille peut relayer les données par « inondation » (flood) ou  en utilisant des routes (itinéraires) prédéfinis ; dans le second cas, le réseau doit prévoir des connexions sans interruption ou prévoir des déviations (routes alternatives).
Issue de la recherche militaire et utilisée notamment par les armées américaine et française, cette architecture reproduit le modèle de l'Internet tout en l'optimisant pour le sans-fil. Technologie de rupture par rapport aux solutions centralisées classiques sans-fil avec station de base, la solution en mailles autorise un déploiement rapide et simplifié, supporte une couverture évolutive, assure une grande tolérance aux pannes et aux interférences et permet une importante réduction des coûts d’installation et d’exploitation d'un réseau. 

## La norme OLSR
Les spécifications du standard international « Mesh » OLSR (Optimized link state routing protocol - RFC 3626) de l’Internet Engineering Task Force (IETF) sont issues de l'Inria dans le cadre ouvert du groupe de travail MANET (Mobile ad hoc networks) de l’IETF.
Grâce à son positionnement IP (Internet Protocol) et à l'optimisation du sans-fil mobile de type Peer-to-Peer (P2P) et Machine to machine (M2M), la norme OLSR offre le maintien de la connectivité, avec augmentation du nombre d'hôtes en mobilité, ainsi que la compatibilité avec différentes techniques radio (Wi-Fi, WiMAX…) et filaires (CPL, fibre optique, Ethernet). Mise à l'épreuve dans des conditions difficiles, l'OLSR est disponible commercialement. 
Toujours en période d'essai à l'IEEE, le Mesh 802.11s est limité au WiFi, sans mobilité et il prévoit, en option, l'implémentation d'OLSR.

## Mesh et Linux
Le noyau Linux intègre et  prend en charge le réseau en topologie Mesh depuis sa version 2.6.26 (sortie le 13 juillet 2008). La technologie nécessite cependant du temps pour être réellement exploitée pour une utilisation générale.
Cjdns, est un logiciel libre, fonctionnant notamment sur Linux, utilisant ce type de topologie.

### Marques et projets utilisant les réseaux en maillage
- Babel
- B.A.T.M.A.N
- Cjdns
- Commotion
- Luceor
- Meraki
- Serval project (en)
- Wireless mesh network